# António de Moura Soares Velloso
António de Moura Soares Velloso foi um empresário português.

## Biografia
Em Dezembro de 1901, detinha a posição de gerente na Companhia do Caminho de Ferro de Guimarães.